# Festival di Cannes 1975
La 28ª edizione del Festival di Cannes si è svolta a Cannes dal 9 al 23 maggio 1975.
La giuria presieduta dall'attrice francese Jeanne Moreau ha assegnato il premio maggiore, tornato a chiamarsi Palma d'oro dopo dieci anni, al film algerino Cronaca degli anni di brace di Mohammed Lakhdar-Hamina, che molti dei giornalisti presenti al Festival non si erano neppure degnati di vedere.
Considerando anche il Grand Prix Speciale della Giuria al tedesco Werner Herzog e i premi per la regia al canadese Michel Brault e al greco Costa-Gavras, si tratta di uno dei palmarès più coraggiosi mai assegnati nella storia del Festival.
Il giorno prima dell'inaugurazione del Festival viene ritrovato nel Palais un ordigno che causa una leggera deflagrazione, rivendicato dal "Comité de lutte populaire contre la perversion du peuple".
Il delegato generale Maurice Bessy crea tre nuove sezioni non competitive, Les yeux fertiles, L'air du temps e Le passé composé. Tre anni dopo, il suo successore Gilles Jacob le riunirà in un'unica sezione, Un Certain Regard.

## Selezione ufficiale

### Concorso
- Professione: reporter, regia di Michelangelo Antonioni (Italia/Spagna/Francia)
- Oni srazhalis za rodinu, regia di Sergei Bondarchuk (Unione Sovietica)
- Storia di un peccato (Dzieje grzechu), regia di Walerian Borowczyk (Polonia)
- Les ordres, regia di Michel Brault (Canada)
- Un divorce heureux, regia di Henning Carlsen (Danimarca/Francia)
- Yuppi du, regia di Adriano Celentano (Italia)
- L'affare della Sezione Speciale (Section spéciale), regia di Costa-Gavras (Francia/Italia/Germania)
- Ce cher Victor, regia di Robin Davis (Francia)
- Aloïse, regia di Liliane de Kermadec (Francia)
- Lenny, regia di Bob Fosse (USA)
- L'uomo Venerdì (Man Friday), regia di Jack Gold (Gran Bretagna/USA)
- Lotte in Weimar, regia di Egon Günther (Germania)
- L'enigma di Kaspar Hauser (Jeder für sich und Gott gegen alle), regia di Werner Herzog (Germania)
- Touch of zen - La fanciulla cavaliere errante (Xia nu), regia di King Hu (Taiwan)
- Elettra amore mio (Szerelmem, Elektra), regia di Miklós Jancsó (Ungheria)
- Cronaca degli anni di brace (Chronique des années de braise), regia di Mohammed Lakhdar-Hamina (Algeria)
- O amuleto de Ogum, regia di Nelson Pereira dos Santos (Brasile)
- Ignacio, regia di François Reichenbach (Francia/Messico)
- Profumo di donna, regia di Dino Risi (Italia)
- Alice non abita più qui (Alice Doesn't Live Here Anymore), regia di Martin Scorsese (USA)
- Marika degli inferni (Mariken van Nieumeghen), regia di Jos Stelling (Paesi Bassi)
- Den-en ni shisu, regia di Shūji Terayama (Giappone)

### Fuori concorso
- Il flauto magico (Trollflöjten), regia di Ingmar Bergman (Svezia)
- India Song, regia di Marguerite Duras (Francia)
- A Faból faragott királyfi, regia di Ádám Horváth (Ungheria)
- Galileo, regia di Joseph Losey (Gran Bretagna)
- Una romantica donna inglese (The Romantic Englishwoman), regia di Joseph Losey (Francia/Gran Bretagna)
- The Maids, regia di Christopher Miles (Gran Bretagna)
- Anna Karenina, regia di Margarita Pilikhina (Unione Sovietica)
- Le cantique des créatures: Georges Braque ou Le temps différent, regia di Frédéric Rossif (Francia)
- Tommy, regia di Ken Russell (Gran Bretagna)
- Il giorno della locusta (The Day of the Locust), regia di John Schlesinger (USA)
- Moses und Aron, regia di Jean-Marie Straub e Danièle Huillet (Austria/Francia/Germania/Italia)
- Je t'aime, tu danses, regia di François Weyergans (Belgio)

## Settimana internazionale della critica
- L'età della pace, regia di Fabio Carpi (Italia)
- L'assassin musicien, regia di Benoît Jacquot (Francia)
- Konfrontation, regia di Rolf Lyssy (Svizzera)
- Hester Street, regia di Joan Micklin Silver (USA)
- Brother, Can You Spare a Dime?, regia di Philippe Mora (Gran Bretagna)
- Knots, regia di David Munro (Gran Bretagna)
- Vase de noces, regia di Thierry Zéno (Belgio)

## Quinzaine des Réalisateurs
- Jeanne Dielman, 23, quai du Commerce, 1080 Bruxelles, regia di Chantal Akerman (Belgio/Francia)
- La recita (O Thiasos), regia di Theodoros Angelopoulos (Grecia)
- L'ultimo giorno di scuola prima delle vacanze di Natale, regia di Gian Vittorio Baldi (Italia)
- Guerra Conjugal, regia di Joaquim Pedro de Andrade (Brasile)
- Shazdeh Ehtejab, regia di Bahman Farmanara (Iran)
- Il diritto del più forte (Faustrecht der Freiheit), regia di Rainer Werner Fassbinder (Germania)
- Batalla de Chile: La lucha de un pueblo sin armas - Primera parte: La insurreción de la burguesía, regia di Patricio Guzmán (Venezuela/Francia/Cuba)
- Sunday Too Far Away, regia di Ken Hannam (Australia)
- Non aprite quella porta (The Texas Chainsaw Massacre), regia di Tobe Hooper (USA)
- Chac: Dios de la lluvia, regia di Rolando Klein (Messico/Panama)
- La paura (Strah), regia di Matjaž Klopčič (Jugoslavia)
- Les vautours, regia di Jean-Claude Labrecque (Canada)
- Zone interdite, regia di Ahmed Lallem (Algeria)
- Hauptlehrer Hofer, regia di Peter Lilienthal (Germania)
- Das rückendekolleté, regia di Jan Nemec (Francia/Svizzera/Germania)
- Di' asimanton aformin, regia di Tassos Psarras (Grecia)
- Der Schwarze Engel, regia di Werner Schroeter (Germania)
- Allonsanfàn, regia di Paolo e Vittorio Taviani (Italia)
- Souvenirs d'en France, regia di André Téchiné (Francia)
- Streik!, regia di Oddvar Bull Tuhus (Norvegia)

## Giuria
- Jeanne Moreau, attrice (Francia) - presidente
- Anthony Burgess, scrittore (USA)
- André Delvaux, regista (Belgio)
- Gérard Ducaux-Rupp, produttore (Francia)
- George Roy Hill, regista (USA)
- Lea Massari, attrice (Italia)
- Pierre Mazars, giornalista (Francia)
- Fernando Rey, attore (Spagna)
- Pierre Salinger, scrittore (USA)
- Yuliya Solntseva, attrice (Unione Sovietica)

## Palmarès
- Palma d'oro: Cronaca degli anni di brace (Chronique des années de braise), regia di Mohammed Lakhdar-Hamina (Algeria)
- Grand Prix Speciale della Giuria: L'enigma di Kaspar Hauser (Jeder für sich und Gott gegen alle), regia di Werner Herzog (Germania)
- Prix d'interprétation féminine: Valerie Perrine - Lenny, regia di Bob Fosse (USA)
- Prix d'interprétation masculine: Vittorio Gassman - Profumo di donna, regia di Dino Risi (Italia)
- Prix de la mise en scène: Michel Brault - Les ordres (Canada) ex aequo Costa-Gavras - L'affare della Sezione Speciale (Section spéciale) (Francia/Italia/Germania)
- Grand Prix tecnico: Touch of zen - La fanciulla cavaliere errante (Xia nu), regia di King Hu (Taiwan)
- Premio FIPRESCI: L'enigma di Kaspar Hauser (Jeder für sich und Gott gegen alle), regia di Werner Herzog (Germania)
- Premio della giuria ecumenica: L'enigma di Kaspar Hauser (Jeder für sich und Gott gegen alle), regia di Werner Herzog (Germania)